# Ц-клуб
Ц-клуб (ориг. стил. C&nbsp;-&nbsp;Club) је други ремикс албум Светлане Цеце Ражнатовић који је издат за Miligram Music 25. јуна 2012.

## О албуму
У јуну 2012. године, издала је часопис Ceca special у коме се налазио интервју као и нови ЦД поклон Ц-клуб у коме су рађени ремикси песама са последњег албума, као и две нове песме: Загрљај и Пробуди ме кад буде готово. Песме су се одлично уклопиле у стари репертоар. Идеја је била да Ц-клуб буде компилација електро тренс ремикса познатих Цециних нумера.
Албум је продат у тиражу од 80 000 примерака.

## Списак песама
На албуму се налазе следеће песме:
| Бр. | Назив                           | Текст                                               | Музика           | Аранжман         | Трајање |
| --- | ------------------------------- | --------------------------------------------------- | ---------------- | ---------------- | ------- |
| 1.  | Пробуди ме кад буде готово      | Марина Туцаковић                                    | Александар Милић | Александар Милић | 03:45   |
| 2.  | Загрљај                         | Марина Туцаковић                                    | Александар Милић | Александар Милић | 04:13   |
| 3.  | Све што имам и немам C-club mix | Марина Туцаковић                                    | Александар Милић | Борис Крстајић   | 04:13   |
| 4.  | Играчка самоће C-club mix       | Марина Туцаковић, Љиљана Јорговановић               | Александар Милић | Борис Крстајић   | 04:05   |
| 5.  | Она C-club mix                  | Марина Туцаковић, Љиљана Јорговановић               | Александар Милић | Борис Крстајић   | 03:17   |
| 6.  | Није ми добро C-club mix        | Марина Туцаковић, Гордана Урек, Љиљана Јорговановић | Александар Милић | Борис Крстајић   | 03:53   |

## Информације о албуму
- Продуцент: Александар Милић
- Фото: Милош Надаждин
- Фризура: Светлана Бубања